# Ko Samui
Ko Samui (thailändisch เกาะสมุย [kòʔ samǔj]) ist eine östlich des Isthmus von Kra, etwa 35 Kilometer vom Festland entfernt, im Golf von Thailand gelegene Insel (Thai: Ko oder auch Koh) in der Provinz Surat Thani (Thailand).
Ko Samui ist auch Hauptsitz der Verwaltung des Landkreises (Amphoe) Ko Samui.
Ko Samui wurde in den 70er Jahren touristisch "entdeckt", leidet aber inzwischen (im 21. Jahrhundert), wie manche andere Orte in Thailand, an Übertourismus.

## Geographie
Mit 233 km² Fläche ist Ko Samui, nach Ko Phuket und vor Ko Chang die zweitgrößte Insel Thailands. Sie ist Teil des Samui-Archipels (Muu Ko Samui), zu dem etwa 60 weitere Inseln gehören, darunter Ko Pha-ngan, Ko Tao, Ko Nang Yuan, Ko Taen und die rund 40 Inseln des Nationalparks Ang Thong. Samui liegt 258 Seemeilen südlich von Bangkok.
An der schmalsten Stelle ist es 21 Kilometer und an der weitesten Stelle 26 Kilometer breit.
Das Landesinnere ist eine zum Großteil von Sekundärwald bedeckte Berglandschaft. Der ursprüngliche Urwald wurde bis auf wenige Reste schon vor langem abgeholzt, um Raum für Plantagen zu schaffen. Höchster Berg ist der 635 m hohe Khao Thai Kwai im Südwesten der Insel. Eine 51 Kilometer lange Ringstraße führt rund um die Insel, großteils entlang der Küste.
Fähren verbinden die Hauptstadt Ban Na Thon unter anderem mit der Provinzhauptstadt Surat Thani auf dem Festland sowie mit den nördlichen Nachbarinseln Pha-ngan (auch erreichbar von den Orten Mae Nam und Bo Phut) und Tao.

## Geschichte und Kultur

### Herkunft des Namens
Der Ursprung des heutigen Namens Samui konnte noch nicht endgültig geklärt werden. Möglicherweise leitet er sich vom Namen eines einheimischen Baumes, des Mui, her. Eine andere Erklärung ist die Ableitung vom malaiischen Wort Saboey, das „sicherer Hafen“ bedeutet. Ko ist das thailändische Wort für Insel.

### Geschichte
Samui ist, glaubt man den Legenden, die darüber erzählt werden, schon seit 1500 bis 2000 Jahren zumindest zeitweise besiedelt worden. Damals sollen chinesische Seefahrer auf der Insel gelandet sein, um frisches Trinkwasser aufzunehmen und ihre Schiffe zu reparieren. In alten Karten aus der Zeit der Ming-Dynastie im Kaiserreich China wurde die Insel unter dem Namen Pulo Cornam erstmals 1687 eingezeichnet. Schiffswracks, die vor der Küste Samuis entdeckt wurden, enthielten chinesische Keramiken aus dem 17. Jahrhundert.
Samui war auch Fischern aus dem südlich gelegenen Malaysia schon lange bekannt. Im 18. Jahrhundert ließen sich von der chinesischen Insel Hainan kommende Siedler dauerhaft nieder, zu denen bald auch Thais vom Festland stießen.
Es kam sehr schnell zu einer Vermischung mit den Einheimischen. In dieser Zeit ist wohl auch die ‚künstliche‘ Anlage des nahezu geschlossenen Kokospalmengürtels entlang der Strände entstanden. Anfang des 20. Jahrhunderts kamen schließlich noch muslimische Fischer aus den südlichen Provinzen Thailands hinzu.

### Kultur
Diese Mischung verschiedener Ethnien und Religionen und ein weitgehend autarkes Dasein ließ die Inselbewohner ein spezielles Selbstbewusstsein entwickeln.
So sehen sie sich selbst nicht nur als Thai, sondern vor allem auch als Chao Samui, das „Volk von Samui“.

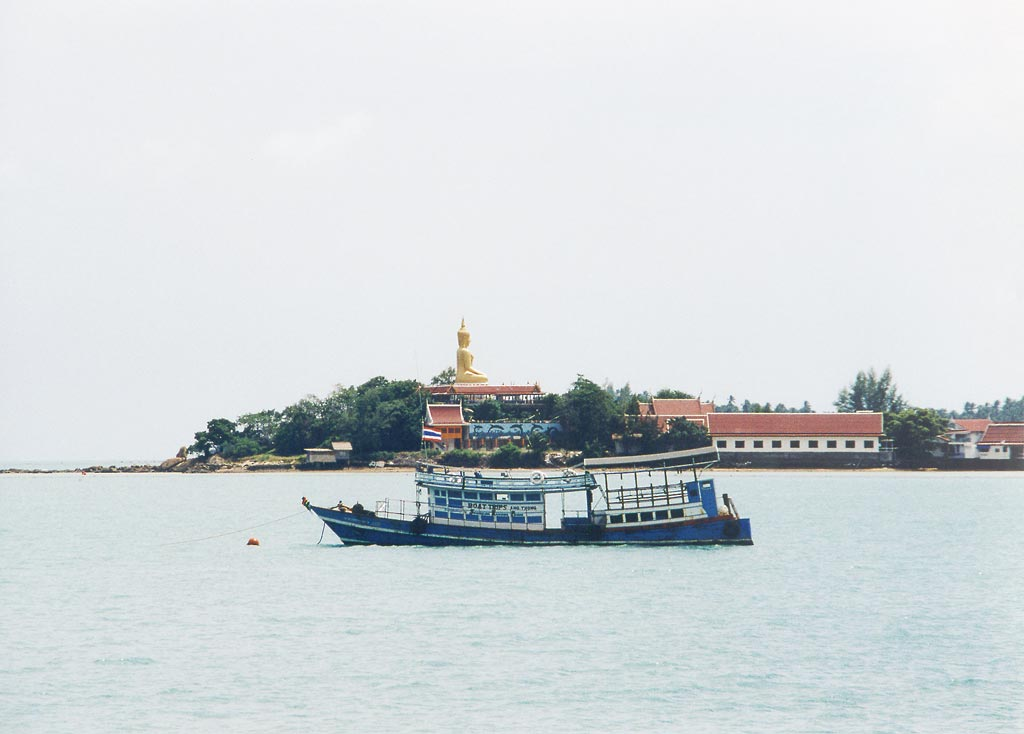
Wat Phra Yai mit „Big Buddha“

Luang Phor Daeng Payasilo

### Religion
Die Mehrheit der Bewohner ist heute Anhänger des Theravâda-Buddhismus. Wie in den anderen südlichen Provinzen Thailands ist der Anteil der Muslime mit 20 % relativ hoch. Während aber auf dem Festland seit Jahrzehnten immer wieder teilweise auch gewalttätige Konflikte zwischen den buddhistischen und den muslimischen Thai ausbrechen, leben sie auf Samui friedlich neben- und miteinander.
Der Unterschied ist vor allem der, dass die Chao Samui eine gemeinsame Geschichte haben, während die Provinzen auf dem Festland nahe der Grenze zu Malaysia früher eigenständige Fürstentümer oder muslimische Sultanate waren.
Auf Samui befindet sich eine Reihe buddhistischer Tempel (Wat).
Am bekanntesten ist die vergoldete zwölf Meter hohe Buddha-Statue, der „Big Buddha“ (พระใหญ่ – Phra Yai) des Wat Phra Yai (วัดพระใหญ่), die 1972 auf der kleinen vorgelagerten Insel Ko Fan (เกาะฟาน) gegenüber dem nördlichen Strand von Bang Rak errichtet wurde. Weniger bekannt ist die am südlichsten Kap der Insel erbaute, ebenfalls vergoldete Chedi Laem So (เจดีย์แหลมสอ). Im Wat Khunaram (วัดคุณาราม), nahe dem Ort Ban Hua Thanon, ist der mumifizierte Leichnam des Mönches Luang Phor Daeng Payasilo (หลวงพ่อแดงปิยสีโล) zu sehen, der 1973 als 79-Jähriger während der Meditation verstarb und dessen Körper, immer noch in derselben sitzenden Position, kaum Zeichen von Verwesung aufweist.
Das älteste heute noch bewohnte Haus auf Ko Samui wurde 1850 errichtet.

## Wirtschaft

### Fischfang und Landwirtschaft
Traditionell waren Fischfang und die Bewirtschaftung von Palmenplantagen die wichtigsten Wirtschaftszweige. Auch heute noch sind die Erzeugnisse der Plantagen nach dem Tourismus die größte Einnahmequelle. Exportiert wird neben mehr als zwei Millionen Kokosnüssen monatlich – und sie gelten als die besten in Thailand – vor allem das aus den Kokosnüssen gewonnene Kopra.
Außerdem werden aus den Fasern der Nüsse Matten hergestellt, das Holz als Baumaterial und für Alltagsgegenstände genutzt und die Blätter immer noch manchmal zum Decken von Häusern verwendet.
Weitere landwirtschaftliche Produkte sind vor allem die wegen ihres Geruchs berüchtigte Durian sowie Rambutanfrüchte (Thai: Ngo, เงาะ Aussprache: [ŋɔ́ʔ]).

### Tourismus

Blick vom Big Buddha auf „Buddha Beach“

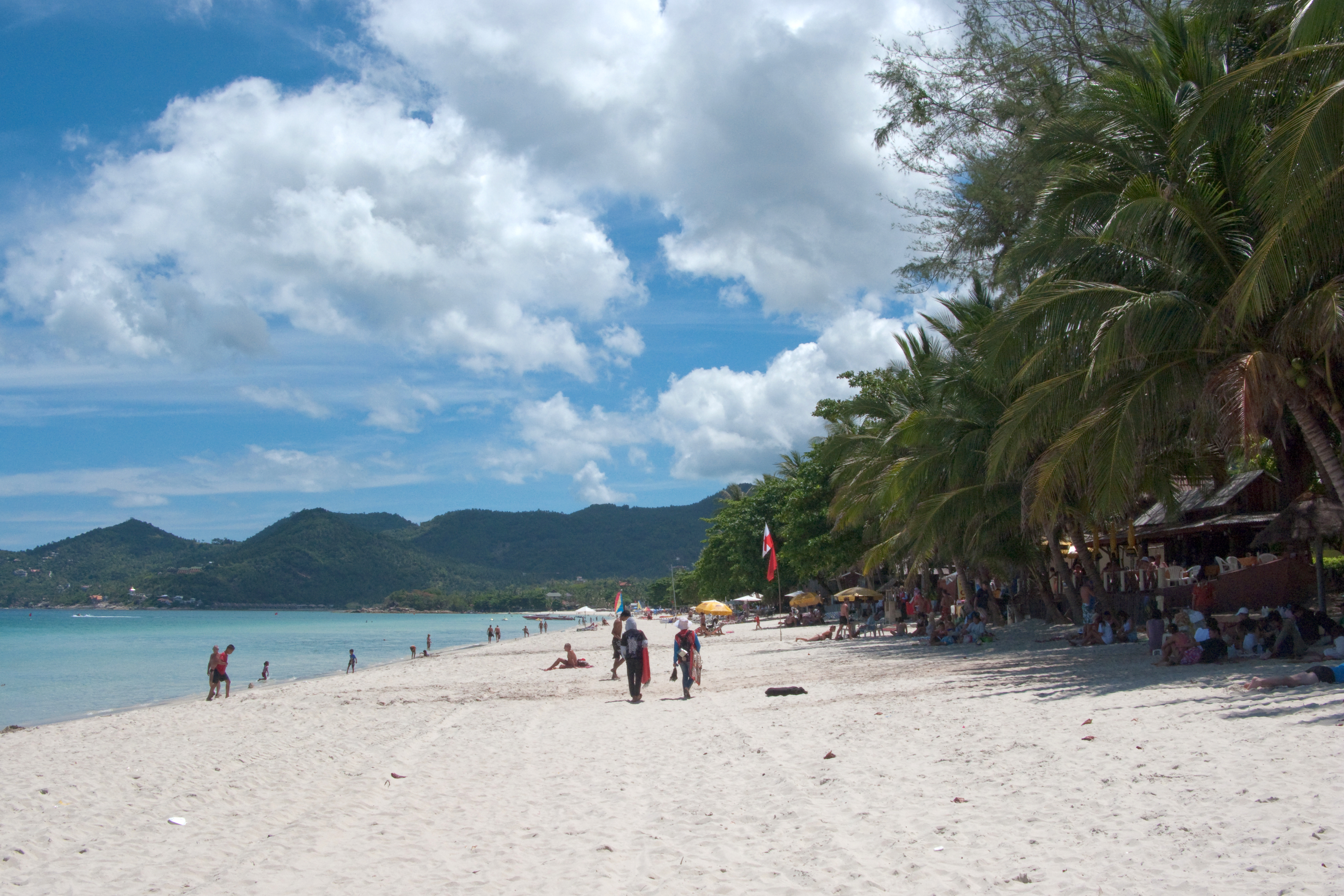
Chaweng – Blick nach Süden

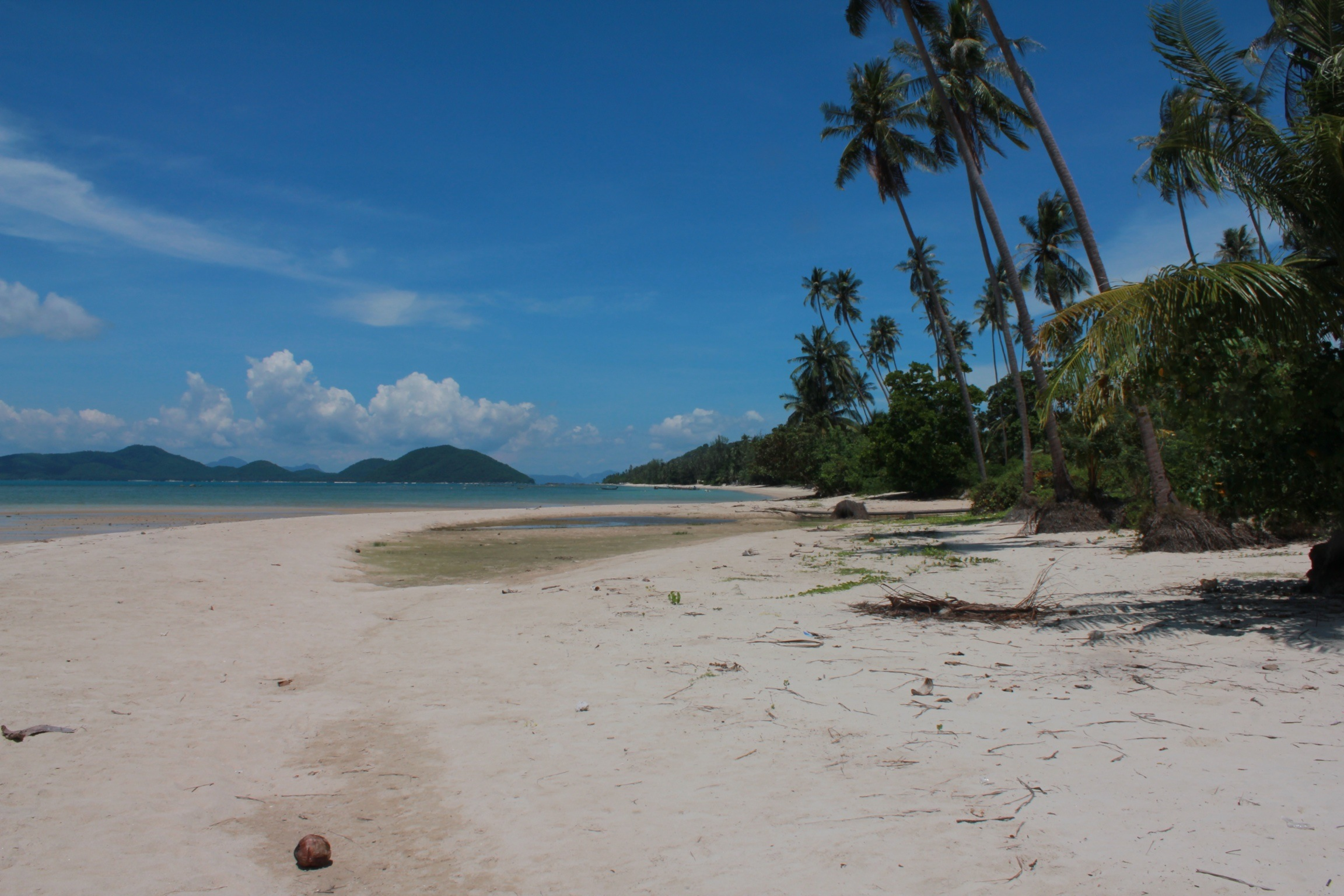
Ein Strand im Westen der Insel

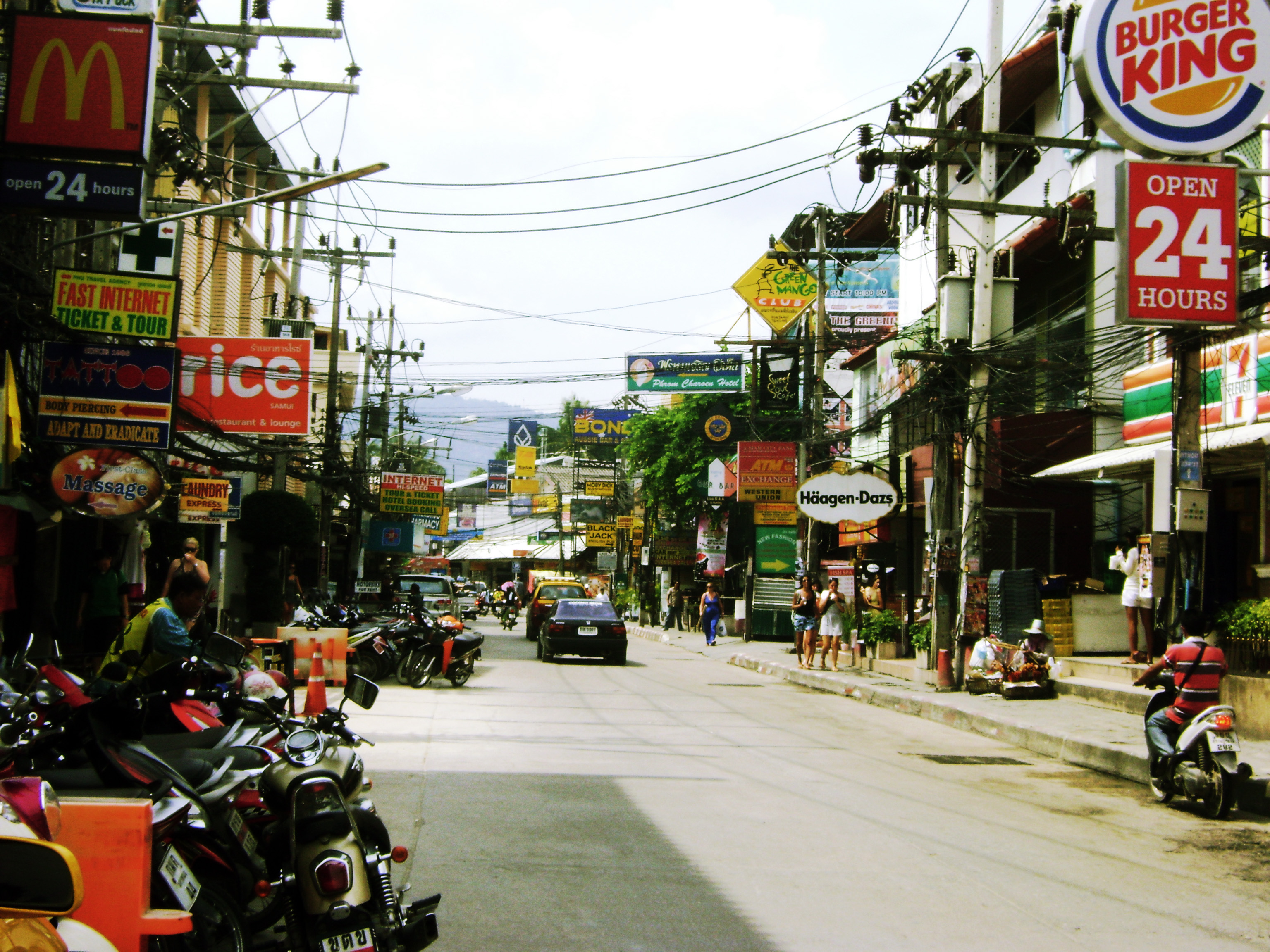
Ban Chaweng („Chaweng-City“) – Typischer Touristenort, beliebt insbesondere bei Backpackern

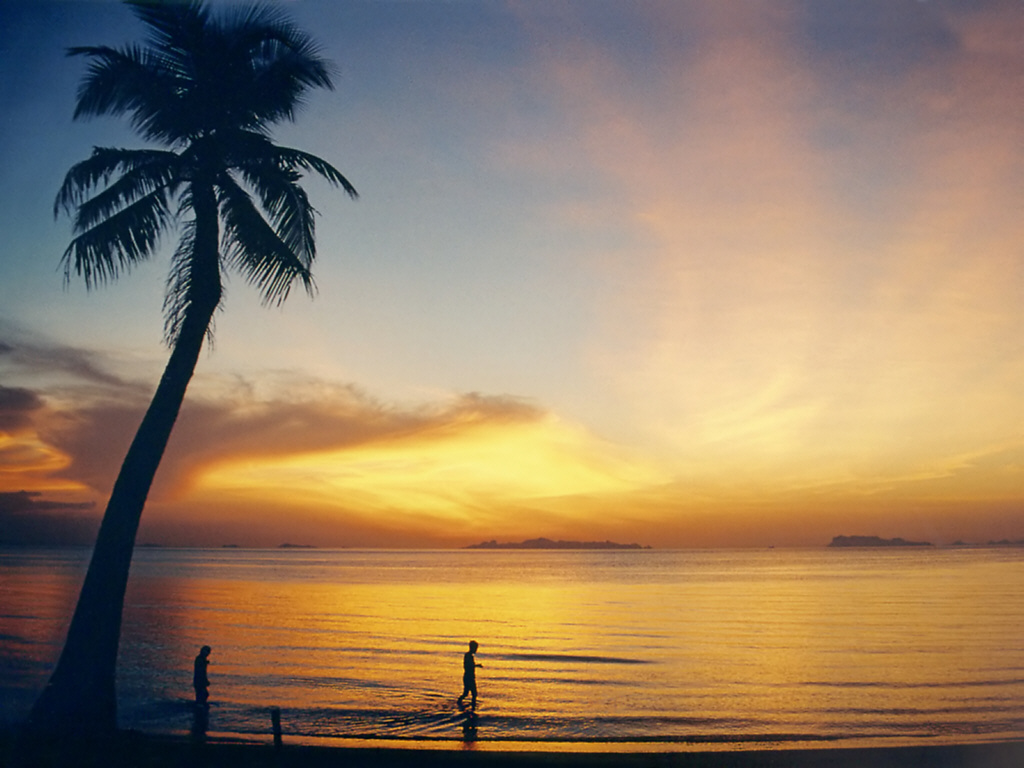
Lipa Noi, Blick zum Ang Thong Marine National Park

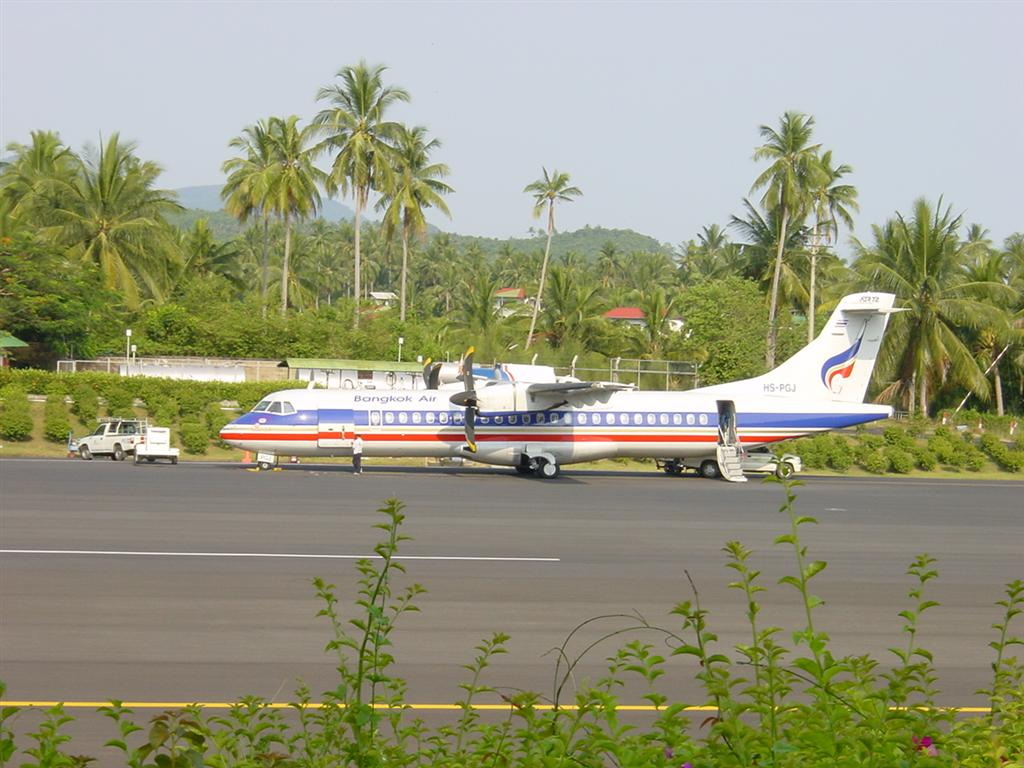
Flughafen Samui

In den 1970er Jahren wurde Ko Samui von Aussteigern (siehe auch Hippie) „entdeckt“, die zuvor bereits auf Ibiza, in Goa und auf Bali zu unfreiwilligen Wegbereitern des Massentourismus geworden waren.
Es dauerte allerdings bis in die späten 1980er Jahre, bevor Samui zum Ziel „normaler“ Fernreisender wurde. Zuvor war die Anreise (eine Nachtfahrt mit dem Zug von Bangkok nach Phunphin, dem Hauptbahnhof von Surat Thani, gefolgt von einer mindestens dreistündigen Fahrt mit dem Schiff zur Inselhauptstadt Ban Na Thon) kompliziert und sehr anstrengend.
Dann wurde sie  zunehmend angenehmer: zuerst mit klimatisierten Bussen und eigenen Fähren und 1989 schließlich durch die Eröffnung des Flughafens Ko Samui im Nordosten der Insel, was Pauschaltourismus ermöglichte.
Der etwa 70-minütige Flug von Bangkok machte Samui zur leicht erreichbaren „Trauminsel“ für internationale Reiseveranstalter und ihre Kunden. Der Flughafen wird mittlerweile (2005) auch von Singapur, Phuket, Pattaya, Chiang Mai, Krabi und Hong Kong aus direkt angeflogen. Heute besuchen jährlich etwa 1,3 Millionen Touristen aus aller Welt Ko Samui. Auf der Insel gibt es etwa 30.000 Zimmer.
Infolge des Tsunamis vom 26. Dezember 2004, der Teile der touristischen Infrastruktur in den thailändischen Touristenzentren Phuket und Khao Lak zerstörte, hat sich die Anzahl der Pauschalreisenden auf der wegen ihrer Lage im Golf von Thailand von den Folgen des Erdbebens unberührt gebliebenen Insel nahezu verdoppelt.
Die bei Touristen wegen der breiten Strände und des feinen Sandes beliebtesten Küstenabschnitte sind die Strände von Chaweng, dem touristischen Zentrum Samuis, und Lamai jeweils im Osten und die etwas weniger erschlossenen Buchten von Mae Nam und Bo Phut im Norden.
Auf Samui darf nur maximal „palmenhoch“, also in der Regel zweigeschossig, gebaut werden, wodurch große Hotelbauten vermieden und das ursprüngliche Flair erhalten werden sollen.
In der näheren Umgebung Ko Samuis sind vor allem Ko Pha-ngan, Ko Tao und die Inseln des Nationalparks Ang Thong Ziele für Tagesausflüge.
Die Schattenseiten des Tourismus auf dem als „Trauminsel“ beworbenen Samui machen sich vor allem für die ursprünglichen Einwohner bemerkbar. Viele beklagen, ihr Land an Unternehmer vom Festland und aus dem Ausland verloren zu haben.
Die Kokospalmen-Haine, die früher die zahlreichen Strände entlang der gesamten Küste säumten, sind heute bereits vielerorts verschwunden. Der Weg zu den Stränden, die überall in Thailand öffentlicher Raum sind, ist in den touristisch am stärksten erschlossenen Gebieten durch Hotels und Bungalow-Resorts behindert oder versperrt.
Die Preise für Lebensmittel sind generell derart gestiegen, dass auch die Einheimischen mittlerweile die gleichen Preise wie die Touristen bezahlen. Die Preise für Fleisch und Reis sind innerhalb weniger Jahre um 300 % gestiegen. Während es früher üblich war, auf den Märkten Fisch auch in zerteilten Stücken zu kaufen, werden heute oft nur noch ganze Fische angeboten, da dies von den Touristenrestaurants bevorzugt wird.
Durch den Tourismus auf der Insel haben Qualität und Quantität des Trinkwassers gelitten, das traditionell aus Brunnen gefördert werden konnte. Die große Anzahl Touristen und damit einhergehenden Pools, Handtücher und Bewässerung lassen den Wasserbedarf stetig ansteigen, gleichzeitig gibt es aufgrund des Klimawandels weniger Niederschlag auf der Insel. Hotels unterhalten häufig Wassertanks, die täglich von schlecht bezahlten Arbeitern mittels LKW befüllt werden. Das Wasser dafür stammt von den Brunnen einiger Monopolisten, die auf ihrem Grund besonders viele Vorräte haben.
Die leichte Erreichbarkeit – die Fluggesellschaft Bangkok Airways unterhält mittlerweile 10–20 Flüge täglich zum Insel-Flughafen Ko Samui, zwei Reedereien steuern mehr als 30-mal pro Tag die Insel mit Autofähren an – hat den Verkehr auf der 53 km langen Ringstraße stark anwachsen lassen, womit sich auch die Unfallgefahr erhöhte.
Obwohl es mittlerweile vier private Krankenhäuser auf der Insel gibt, können sich nicht alle die hohen Preise leisten. Die 40.000 Einheimischen und die über 100.000 saisonalen Hilfsarbeiter müssen sich oft mit dem staatlichen 166-Betten-Krankenhaus begnügen, in dem nur elf Ärzte arbeiten. Andererseits wurden bis 2014 in den letzten Jahren viele neue (Privat-)Kliniken gebaut, und die zahlreichen über die Insel verteilten Apotheken gewährleisten bei einfachen Erkrankungen eine schnelle und günstige Versorgung mit Medikamenten sowie Beratung durch Pharmazeuten. Nicht selten beschäftigen die Apotheken Krankenschwestern, die ähnliche Tätigkeiten wie der ambulante Pflegedienst in Deutschland anbieten.
Seit dem Sommer 2005 breitet sich der Kokosnussblattkäfer (Brontispa longissima), der die Kokospalmen absterben lässt, auf Ko Samui aus. Es sollen bereits 80 % der Palmen befallen sein. Seit Ende Oktober 2005 wird versucht, die Plage mit biologischen Mitteln in den Griff zu bekommen. Dazu werden Wespen (Tanbian genannt) eingesetzt, die dafür eigens aus Vietnam eingeführt wurden. Mit Hilfe dieser Wespen, die sich in anderen Ländern bei der Bekämpfung der Kokosnussblattkäfer bewährt haben, soll der Insektenbefall der Palmen in einem Zeitraum von zwei Jahren unter Kontrolle gebracht werden.
Als Mitauslöser der Störungen im ökologischen System der Insel wird der Tourismus mit all seinen Folgeerscheinungen, wie der Bautätigkeit und der teilweisen Zerstörung der ursprünglichen Fauna und Flora, betrachtet. Jedes Jahr landen auf Ko Samui etwa 2,6 Millionen Menschen per Flugzeug und Schiff; der Großteil davon Touristen. Dies macht sich auch an manchen ungepflegten Orten auf Ko Samui in der Vermüllung bzw. Umweltverschmutzung bemerkbar.
Seit 2022 plant man eine vierspurige Brückenverbindung von Koh Samui zum Festland.

## Klima
Inmitten der Tropen gelegen, ist das Klima auf der Insel feucht und wechselhaft. Es werden ganzjährig Temperaturen von über 30 °C gemessen, und das Wasser wird nur selten kälter als 28 °C. Von Februar bis April ist die See ruhig. Regen bedeutet in dieser Zeit kurze, kräftige Schauer am Nachmittag. Von November bis Mitte Dezember ist Regenzeit mit oft starken Monsun-Regenfällen. Von Mai bis Ende September ziehen nachts manchmal Stürme über die Insel.
|                       | Jan  | Feb  | Mär  | Apr  | Mai  | Jun  | Jul  | Aug  | Sep  | Okt  | Nov  | Dez  |   |      |
| Mittl. Tagesmax. (°C) | 29,1 | 29,5 | 30,8 | 32,1 | 32,5 | 32,2 | 31,9 | 31,8 | 31,5 | 30,6 | 29,5 | 29,0 | ⌀ | 30,9 |
| Mittl. Tagesmin. (°C) | 24,1 | 25,2 | 25,8 | 26,2 | 25,8 | 25,6 | 25,1 | 25,2 | 24,9 | 24,5 | 24,1 | 23,9 | ⌀ | 25   |
|                       |      |      |      |      |      |      |      |      |      |      |      |      |   |      |
| Niederschlag (mm)     | 144  | 33   | 51   | 86   | 158  | 93   | 131  | 106  | 113  | 266  | 526  | 213  | Σ | 1920 |
|                       |      |      |      |      |      |      |      |      |      |      |      |      |   |      |
| Sonnenstunden (h/d)   | 8,2  | 7,2  | 8,0  | 9,7  | 7,5  | 5,9  | 4,7  | 5,2  | 5,0  | 6,1  | 7,3  | 7,8  | ⌀ | 6,9  |
|                       |      |      |      |      |      |      |      |      |      |      |      |      |   |      |
| Regentage (d)         | 8    | 4    | 5    | 13   | 16   | 17   | 16   | 16   | 19   | 20   | 20   | 14   | Σ | 168  |
|                       |      |      |      |      |      |      |      |      |      |      |      |      |   |      |
| Wassertemperatur (°C) | 27   | 28   | 28   | 29   | 29   | 29   | 28   | 28   | 28   | 28   | 28   | 27   | ⌀ | 28,1 |
|                       |      |      |      |      |      |      |      |      |      |      |      |      |   |      |
| Luftfeuchtigkeit (%)  | 84   | 82   | 80   | 81   | 83   | 93   | 84   | 83   | 84   | 87   | 88   | 88   | ⌀ | 84,8 |

| 24,1 |

| 25,2 |

| 25,8 |

| 26,2 |

| 25,8 |

| 25,6 |

| 25,1 |

| 25,2 |

| 24,9 |

| 24,5 |

| 24,1 |

| 23,9 |

| 24,1 |

| 25,2 |

| 25,8 |

| 26,2 |

| 25,8 |

| 25,6 |

| 25,1 |

| 25,2 |

| 24,9 |

| 24,5 |

| 24,1 |

| 23,9 |

| N i e d e r s c h l a g | 144 | 33  | 51  | 86  | 158 | 93  | 131 | 106 | 113 | 266 | 526 | 213 |
|                         | Jan | Feb | Mär | Apr | Mai | Jun | Jul | Aug | Sep | Okt | Nov | Dez |

## Umwelt

### Meeresverschmutzung
Die Korallenriffe vor Ko Samui sind durch Entwaldung des Landes und damit verbundener übermäßiger Bodenerosion sowie einem Mangel an Kläranlagen gefährdet. Es kam zu einer massiven Meeresverschmutzung. Zusätzlich stehen die Riffe unter weiterem Druck durch die kommerzielle Fischerei, Raubbau für Aquarien mit Hilfe der Cyanidfischerei, Tourismus und erhöhte Wassertemperatur. Dadurch sind die Riffe nicht nur gefährdet, sondern zum großen Teil bereits zerstört. An Nord- und Westküste gibt es keine lebenden Riffe mehr.
Der Meereswissenschaftler Tom Goreau hat vor Ko Samui gemeinsam mit der Global Coral Reef Alliance ein künstliches Korallenriff geschaffen, welches mit der von Wolf Hilbertz entwickelten Biorock-Technologie erstellt wurde.

### Müll- und Abfallproblem
Koh Samui kämpft massiv mit Müll: Unkontrollierte Abfallberge beeinträchtigen nicht nur die Umwelt, sondern auch die Lebensqualität und die Attraktivität für Touristen. Die städtische Müllverbrennungsanlage ist bereits an ihrer Kapazitätsgrenze (140 Tonnen/Tag), und bei weiter steigenden Besucherzahlen droht ein Kollaps. Viel Abfall wird unsachgemäß entsorgt, landet in Flüssen, Kanälen oder im Meer und verschmutzt Strände sowie das Hinterland.